# Августа Каролина Кембриджская
Августа Каролина Шарлотта Елизавета Мария София Луиза Кембриджская (англ. Augusta Caroline Charlotte Elizabeth Mary Sophia Louise of Cambridge; 19 июля 1822 — 5 декабря 1916) — член британской королевской семьи, внучка Георга III. В замужестве Великая герцогиня Мекленбург-Стрелицкая.

## Биография
Принцесса Августа родилась 19 июля 1822 года во дворце Монбрийан, Ганновер. Её отец был принц Великобритании Адольф Фредерик, герцог Кембриджский, седьмой сын Георга III и Шарлотты Мекленбург-Стрелицкой. Её матерью была принцесса Августа Гессен-Кассельская. Принцесса была крещена в том же дворце 16 августа 1822 года.
Принцесса провела свои первые годы в Ганновере, где её отец был вице-королём.
У принцессы Августы был один брат, принц Георг, позже 2-й герцог Кембриджский, и одна сестра, принцесса Мария Аделаида, позже герцогиня Текская. Таким образом, принцесса Августа была двоюродной сестрой королевы Виктории и тёткой Марии Текской, позже королевы Марии.

### Брак
28 июня 1843 года принцесса Августа вышла замуж за своего двоюродного брата, Фридриха Вильгельма Мекленбург-Стрелицкого в Букингемском дворце. При вступлении в брак Августа получила титул Её Королевское Высочество наследная Великая герцогиня Мекленбург-Стрелицкая. 6 сентября 1860 года, после смерти свёкра она стала великой герцогиней Мекленбург-Стрелицкой.
У супругов было двое детей:
- Фридрих Вильгельм (родился и умер в Лондоне 13 января 1845 года)
- Адольф Фридрих (1848—1914), великий герцог Мекленбург-Стрелица с 1904 года.

## Последующая жизнь
Принцесса Августа сохранила тесные связи с британской королевской семьёй. Она часто посещала свою мать, герцогиню Кембриджскую.
После смерти матери в 1889 году герцогиня купила дом в Лондоне, где она проводила большую часть времени.
Великая герцогиня Мекленбург-Стрелицкая была особенно близка со своей племянницей, будущей королевой Марией. Тем не менее, старость помешала ей присутствовать на коронации короля Георга V и королевы Марии в Вестминстерском аббатстве 22 июня 1911 года.
Принцесса в старости была очень сварливым человеком, но очень умным и хитрым. Когда принцесса Мод Уэльская стала королевой Норвегии, Августа сказала, что она «стала королевой революционного трона».
Вдовствующая великая герцогиня Мекленбург-Стрелицкая умерла в Нойштрелице и была похоронена в иоаннитской церкви Мирова. Она была самым долгоживущим из внуков короля Георга III. Ей было 94 года.

## Титулы
- 19 июля 1822 — 28 июня 1843:Её Королевское Высочество Принцесса Августа Кембриджская
- 28 июня 1843 — 6 сентября 1860:Её Королевское Высочество Наследная Великая герцогиня Мекленбург-Стрелицкая
- 6 сентября 1860 — 30 мая 1904:Её Королевское Высочество Великая герцогиня Мекленбург-Стрелицкая
- 30 мая 1904 — 5 декабря 1916:Её Королевское Высочество Вдовствующая Великая герцогиня Мекленбург-Стрелицкая